# Saint-Romain-d'Urfé
Saint-Romain-d'Urfé is een gemeente in het Franse departement Loire (regio Auvergne-Rhône-Alpes) en telt 262 inwoners (2004). De plaats maakt deel uit van het arrondissement Roanne.

## Geografie
De oppervlakte van Saint-Romain-d'Urfé bedraagt 15,2 km², de bevolkingsdichtheid is 17,2 inwoners per km².
De onderstaande kaart toont de ligging van Saint-Romain-d'Urfé met de belangrijkste infrastructuur en aangrenzende gemeenten.

## Demografie
Onderstaande figuur toont het verloop van het inwonertal (bron: INSEE-tellingen).